# Santa Maria la Nova
Santa Maria la Nova - kościół w Neapolu, w południowych Włoszech. Znajduje się na miejscu Franciszkańskiego Zakonu Świeckich w 1279, kiedy Karol I Andegaweński postanowił wybudować Castel Nuovo (nowy zamek), lub Maschio Angioino, ze względu na kolejność pierwotnego klasztoru, skąd nazwa Nova ("nowy").

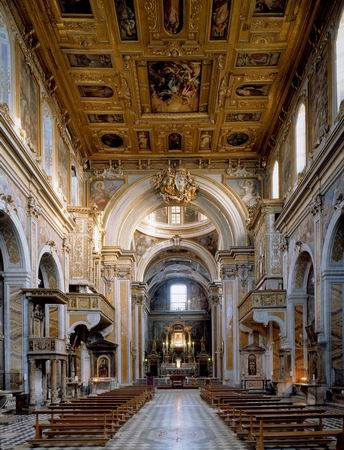
Wnętrze kościoła

"Nowy" kościół został zbudowany pod koniec 1200. Oryginalny andegaweński budynek został usunięty w 1596 i nowa struktura została zaplanowana i zbudowana przez Giovana Cola di Franco, z renesansowymi fasadami. Ołtarz główny pochodzi z 1633 i został zaprojektowany przez Cosimo Fanzago. Kościół znajduje się na początku bocznej ulicy, bezpośrednio od wschodu z głównego urzędzu pocztowego.

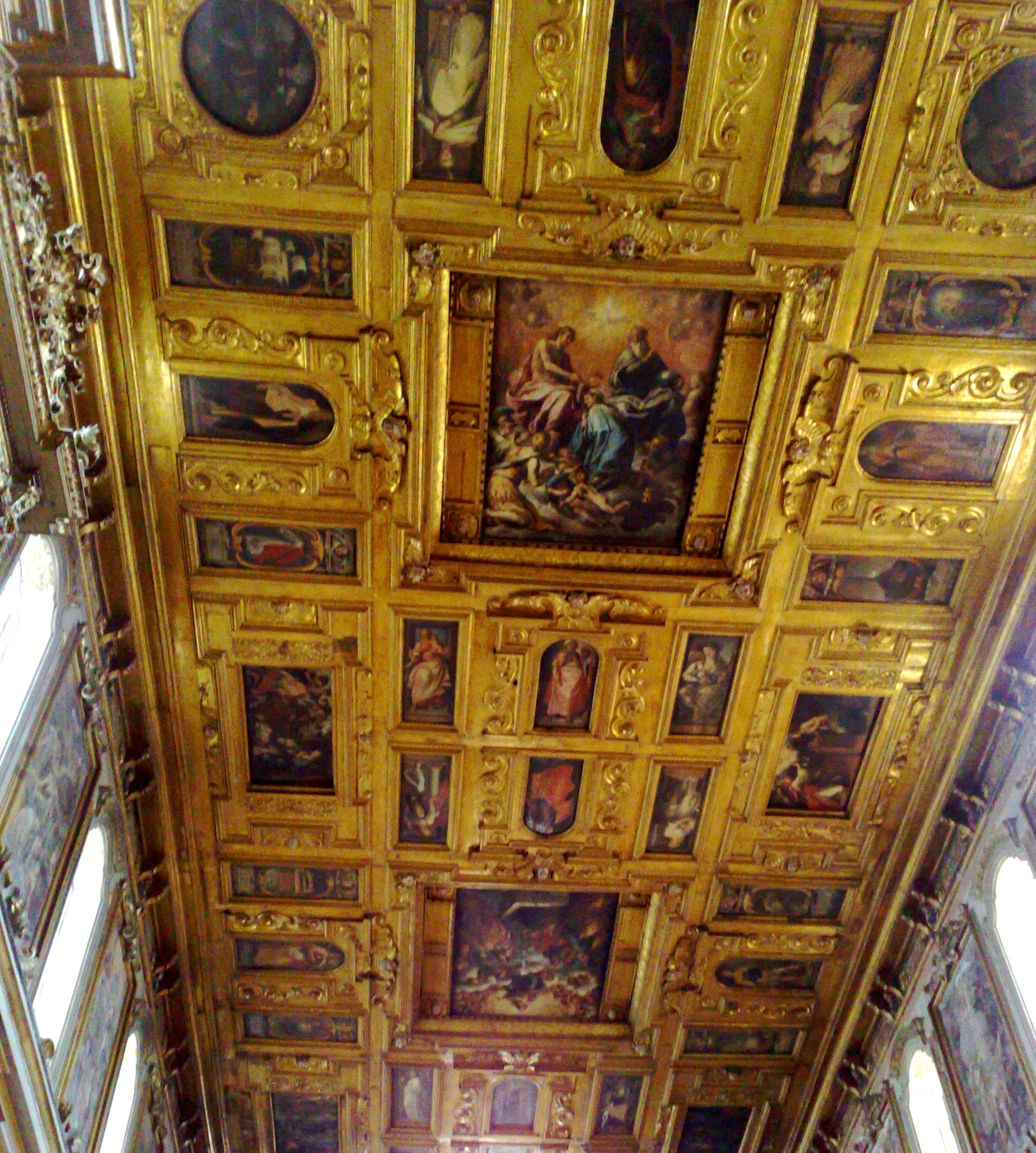
Freski na sklepieniu

Kościół zawiera słynne dzieła sztuki: 46-panelowe złocone fresk na suficie z 1600; jest to praca zbiorowa wielu artystów, w tym Luca Giordano. Kościół jest częścią większego kompleksu klasztornego, z których wiele są już domami komunalnymi.